# Социокультурная реабилитация инвалидов
Социокультурная реабилитация инвалидов — комплекс мероприятий (включающих культурологические механизмы), направленных на возвращение (создание) психологических механизмов, способствующих постоянному внутреннему росту, развитию, и, в целом восстановлению культурного статуса инвалида как личности. Приобщаясь к культуре инвалид становится частью культурного сообщества.